# 小原仁
小原 仁（おばら ひとし、1944年 - ）は、日本史学者、聖心女子大学名誉教授。
北海道生まれ。1967年北海道大学文学部史学科卒業。72年同大学院文学研究科博士課程単位取得退学。聖心女子大学文学部教授。2015年退任、名誉教授。専攻は古代～中世知識階層の思想と宗教。

## 著書
- 『文人貴族の系譜』吉川弘文館 中世史研究選書 1987
- 『源信 往生極楽の教行は濁世末代の目足』ミネルヴァ書房 ミネルヴァ日本評伝選 2006
- 『中世貴族社会と仏教』吉川弘文館 2007 オンデマンド版　2024　ISBN　9784642724609
- 『慶滋保胤』人物叢書・吉川弘文館　2016　ISBN　9784642052795
- 『源信』創元社 日本人のこころの言葉 2016

：編著
- 『『玉葉』を読む 九条兼実とその時代』編 勉誠出版 2013